# ミゲル・ボジェール
ミゲル・ボジェール・サルバドール（Miguel Boyer Salvador, 1939年2月5日 - 2014年9月29日）は、スペインの経済学者・政治家。スペイン社会労働党(PSOE)所属。第1期フェリペ・ゴンサレス内閣の1982年から1985年に経済・財務・通産大臣を務めた。

## 経歴
1939年2月5日、フランス領バスクのアキテーヌ地域圏ピレネー＝アトランティック県サン＝ジャン＝ド＝リュズに生まれた。マドリード大学で経済学を学び、さらに同大学では物理学でも学士の資格を得た。学生運動を行って逮捕・投獄された経験があるが、マルクス主義から距離を置く穏健派の活動家だった。1960年にスペイン社会労働党(PSOE)に入党したが、社会労働党を離党して社会民主党に所属していたこともあった。民政移管期の1979年の総選挙では、社会労働党から出馬してハエン県選挙区から下院議員に選出された。1980年9月に下院議員を辞している。
経済分野における社会労働党のスポークスマンとして活躍。1982年の総選挙で社会労働党が民主中道連合(UCD)から政権を奪い、第1期フェリーペ・ゴンサーレス政権が誕生すると、ゴンサーレス首相、アルフォンソ・ゲーラ副首相に次ぐ地位とされる経済・財務・通産大臣に就任した。労働者に対して賃上げの抑制を働きかけ、ルマーサ財閥の国家収用・解体を行い、1985年には税法を改正した。ゴンサーレス内閣の閣僚の中ではもっとも影響力のある人物とされていたが、1985年の内閣改造でカルロス・ソルチャガに椅子を譲った。ゲーラ副首相と対立して辞任を余儀なくされたと推測されている。
大臣辞任後には、政府系のスペイン外資銀行の総裁職に就任し、さらには高額年俸で民間投資グループであるカルテラ・セントラル（中央証券）の社長に、建設業のFCC社の副社長に就任した。1999年には石油業のCLH社の社長に就任した。1996年にはスペイン社会労働党を離党し、国民党(PP)支持を公言。国民党のホセ・マリア・アスナール首相が主宰するファエス財団の一員となったが、2004年に社会労働党が政権を奪うと再び社会労働党に接近した。2012年2月27日に脳梗塞で倒れ、マドリード・レスセール・センターでリハビリを行っていたが、2014年9月29日、マドリードのルベール国際病院で死去した。75歳だった。死因は肺塞栓症。葬儀は身内だけで執り行われ、9月30日にマドリードのサン・イシドロ墓地に埋葬された。

## 人物
1964年には自身と同じ社会運動家の女性と結婚し、この妻との間には三子（息子ふたりと娘）がいたが、1985年に離婚した。1988年にはイサベル・プレイスレルと結婚して一子（娘）を儲け、経済誌ではなく女性週刊誌をにぎわせる人物となった。プレイスレルはフリオ・イグレシアス（歌手）やカルロス・ファルコ（公爵）の元妻であり、「スペインでもっともエレガントな女性」に5回選出されたお騒がせセレブである。プレイスレルの子どもに歌手のフリオ・イグレシアス・ジュニアやエンリケ・イグレシアスらがおり、彼らはボジェールにとって義理の息子にあたる。ボジェールとプレイスレルはマドリードの高級住宅地に敷地面積2,000mの邸宅を持ち、女性週刊誌で豪邸を詳細に紹介する特集を組まれるほどだった。イザベルは2016年にノーベル賞作家のマリオ・バルガス・リョサの内妻となった（2022年別離）。